# 비디오 핀볼
비디오 핀볼(Video Pinball)은 1978년 아타리에서 제작한 가정용 게임기이다. 아케이드 게임이었던 《브레이크 아웃》과 함께 농구와 핀볼 게임이 내장되어 있다.

## 게임 실행
비디오 핀볼은 4종류의 핀볼과 1개의 농구, 2종류의 브레이크 아웃의 총 7종류의 게임을 지원한다. 핀볼은 양 옆의 범퍼로 조작하고, 브레이크 아웃과 농구는 큰 다이얼로 조작한다.

## 파생 버전
비디오 핀볼은 총 3가지 버전이 발매되었다. 아타리는 아타리 비디오 핀볼에서 '우드그레인(woodgrain)'과 '크림(cream)'의 두가지 색의 케이스를 내놓았다. OEM버전으로 시어스(Sears)사에서 제조되어 시어스 사의 이름을 붙인 '시어스 텔레게임 핀볼 브레이크어웨이'가 있다.

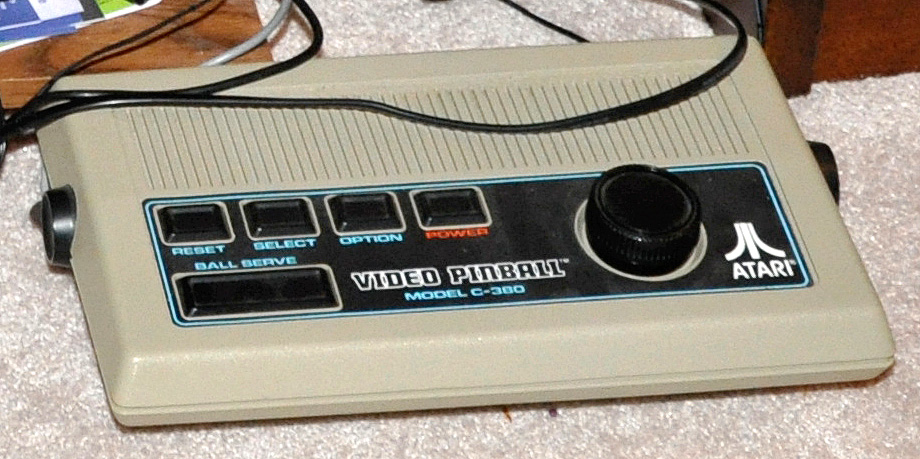
아타리 비디오 핀볼 C-380
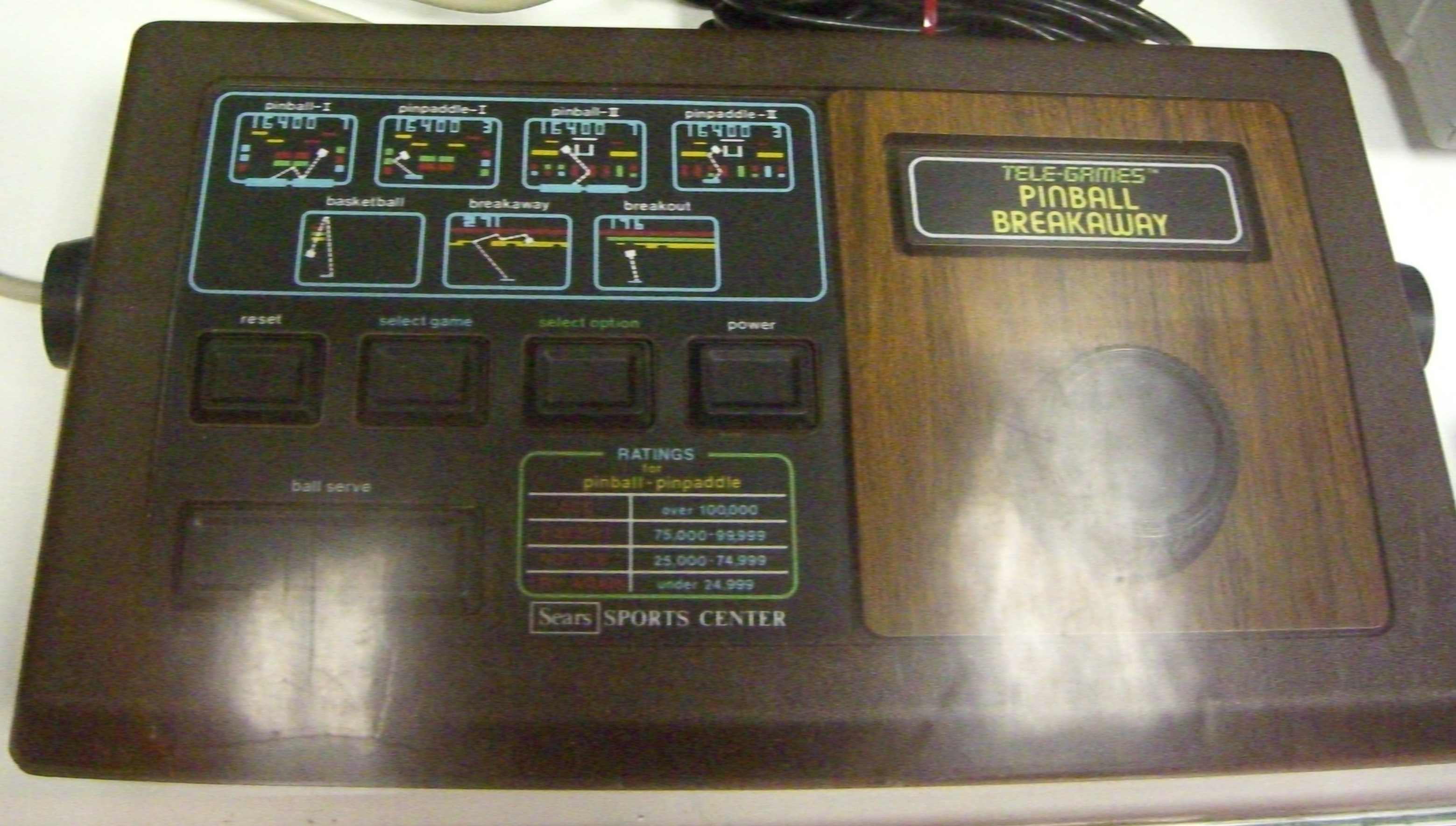
시어스 핀볼 브레이크어웨이

## 아타리 2600 버전
1980년에 비디오 핀볼에 내장된 핀볼게임을 아타리 2600의 소프트웨어로 출시되었다. 아타리 2600의 조이스틱을 이용하여 핀볼 게임을 조작할 수 있다. 이 버전은 이후 2010년 6월 엑스박스 360과 마이크로소프트 윈도우 기반 PC를 위한 마이크로소프트 게임 룸 서비스에서 제공되고 있다.